# Isla Gasparilla
Isla Gasparilla es una isla estadounidense en el suroeste de la Florida, en la frontera de los condados de Charlotte y Lee. Su ciudad más grande es Boca Grande, y es donde se localiza el Parque estadal de la Isla Gasparilla. La isla ha sido una parte importante del folklore de la Florida, debido a su conexión con el supuesto pirata español llamado Gasparilla (José Gaspar, 1756–1821), y ha sido un destino turístico importante desde principios del siglo XX.